# دوري الدرجة الأولى الروماني 1978–79
دوري الدرجة الأولى الروماني 1978–79 (بالرومانية: Divizia A 1978-1979)‏ هو الموسم 61 من  دوري الدرجة الأولى الروماني. أقيم خلال الفترة 24 أغسطس 1978 وحتى 24 يونيو 1979، وأشرف على تنظيمه اتحاد رومانيا لكرة القدم، وكان عدد الأندية المشاركة فيه  18، وفاز فيه أرغيس بيتيشت ‏ بعد أن لعب 34 مباراة وفاز بـ 20 منها.

## نتائج الموسم
| المركز | فريق          | لعب | ف  | ت | خ | له | عليه | ف.أ | نقاط | ملاحظة |
| ------ | ------------- | --- | -- | - | - | -- | ---- | --- | ---- | ------ |
| 1      | أرغيس بيتيشت ‏ | 34  | 20 | 5 | 9 | 54 | 29   | +25 |      |        |